# Berberis ilicifolia

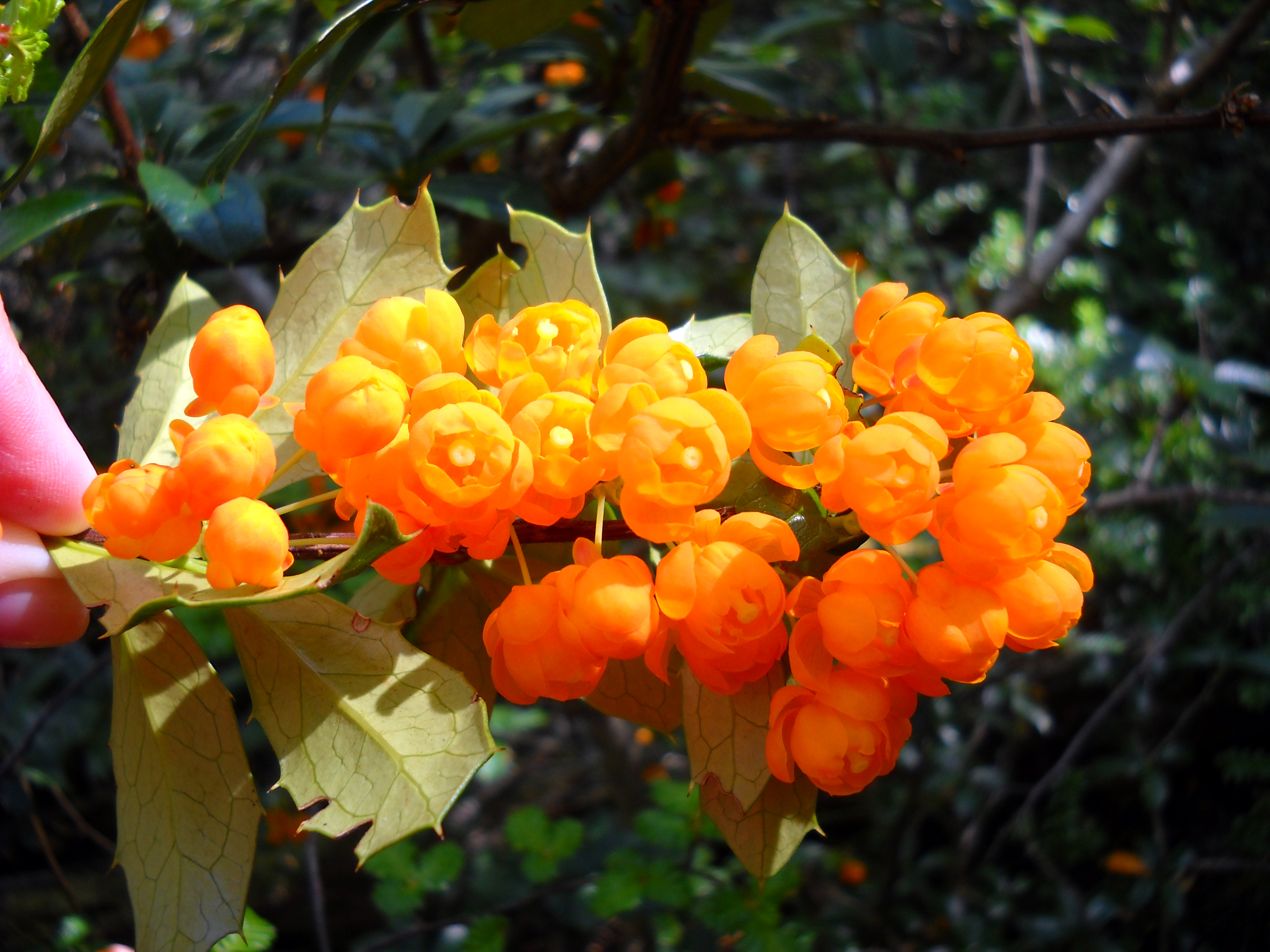
Blütenstand

Berberis ilicifolia (Syn.: Berberis lagenaria Poir., Berberis subantarctica Gand.), selten Ilexblättrige Berberitze wegen der Form der Blätter genannt, ist eine Pflanzenart aus der Familie der Berberitzengewächse (Berberidaceae). Sie stammt aus Chile und Argentinien. Die Art wurde 1782 von Carl von Linné (Sohn) beschrieben.

## Beschreibung
Berberis ilicifolia wächst als Strauch und erreicht Wuchshöhen bis zu 4 Metern. Junge Zweige sind dunkel rotbraun, etwas behaart, längsrissig, mit zunehmendem Alter werden sie grau bis gelblich. Die Blattnarben bleiben als halbrunde, oft verkorkte Höcker erhalten. Die Dornen sind für gewöhnlich dreiteilig, die bisweilen gebogenen Dornäste sind zwischen 0,4 und 1,2 Zentimeter lang.
Die ledrigen Laubblätter sind verkehrt-eiförmig bis elliptisch, 2 bis 5 Zentimeter lang und 1,2 bis 2,2 Zentimeter breit; ihre Farbe ist oberseits glänzend oder matt graugrün, unterseits heller. Der Blattrand weist oberseits kleine Erhebungen auf und ist mit bis zu sechs in Stacheln auslaufenden zwischen 1 und 5 Millimeter langen Zähnen besetzt. Das Blatt ist stachelspitzig, der Stachel an der Blattspitze bis 4 Millimeter lang.
Der traubige Blütenstand setzt sich aus drei bis sieben Blüten zusammen. Die orangen, zwittrigen Blüten sind 0,5 bis 1 Zentimeter lang und weisen etwa 14 Blütenhüllblätter auf.
Die rundlichen Beeren sind etwa 1 Zentimeter lang, weisen einen etwa 2 bis 3 Millimeter langen Griffel auf und enthalten vier bis sechs Samen, die 5 bis 6 Millimeter lang sind.
Berberis ilicifolia blüht in ihrer Heimat von August bis Dezember; sie fruchtet von November bis März.
Die Chromosomenzahl beträgt 2n = 28.

## Systematik
Mit Berberis serratodentata bildet Berberis ilicifolia die Hybride Berberis × pseudoilicifolia Skottsb.

## Verbreitung und Lebensraum
Die im Südwesten Südamerikas heimische Pflanze wird chelia genannt. Ihr Verbreitungsgebiet reicht in Chile von der Provinz Región de los Lagos bis Kap Hoorn in der Provinz Región de Magallanes und liegt in Argentinien in den Provinzen Chubut, Santa Cruz und Tierra del Fuego. Sie ist dort im Unterholz von Südbuchenwäldern verbreitet.